# William Reeves
William "Bill" Reeves (Toronto, 1959) é um pioneiro da computação gráfica.
Foi o diretor técnico que trabalhou com John Lasseter na animação dos curta-metragens Luxo Jr. e The Adventures of André & Wally B..

## Filmografia
- Star Trek II: The Wrath of Khan (1982) (Computer Graphics Artist)
- Star Wars Episode VI: Return of the Jedi (1983) (Computer Graphics)
- The Adventures of André and Wally B. (1984) (Forest Design And Rendering/Models)
- Young Sherlock Holmes (1985) (Computer Animation)
- Luxo Jr. (1986) (Producer/Modeling/Rendering)
- Red's Dream (1987) (Technical Director/Modeling And Animation Software)
- Tin Toy (1988) (Producer/Technical Director/Modeler/Additional Animator)
- Toy Story (1995) (Supervising Technical Director/Modeling/Animation System Development/Renderman Software Development)
- A Bug's Life (1998) (Supervising Technical Director)
- Finding Nemo (2003) (Lead Technical Development)
- Ratatouille (2007) (Global Technology Supervisor)